# Munkholmen, Västerås
För andra betydelser, se Munkholmen.

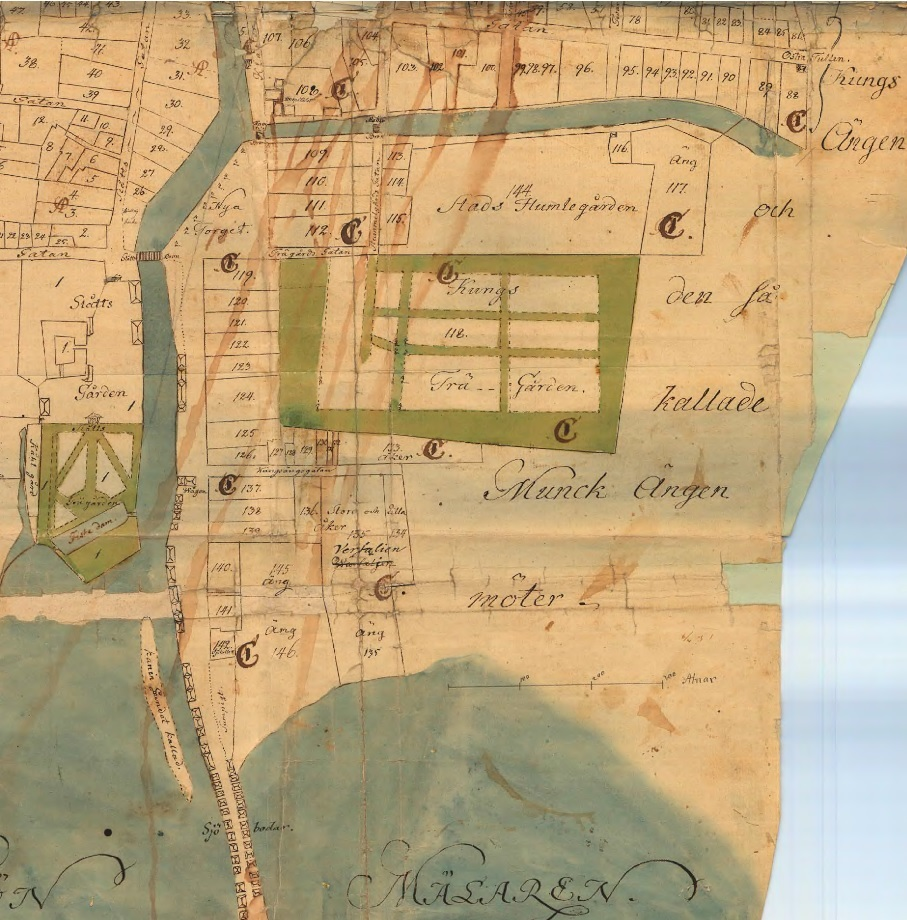
Västerås tomtkarta 1784 (Lantmäteriets historiska kartarkiv)

Munkholmen är en historisk holme i centrala Västerås, belägen på den plats där bland annat Västerås stadshus i dag finns. Holmen begränsades av Svartån och Lillån, som då flöt österut genom staden, ner till utloppet Östra hamnen.

## Historia
På holmen låg det under medeltiden Västerås konvent som tillhörde dominikanorden, anlagt på 1200-talet. Konventet revs sedan i mitten av 1500-talet då dessa byggnader hade förfallit efter Gustav Vasas reformationsriksdag 1527. Konventet grävdes ut i samband med att Västerås stadshus började byggas. Bland annat hittade man resterna efter den stora konventsalen där riksmötet beslutade att Sverige skulle övergå från katolicism till protestantism. 
På platsen låg då Västerås helgeandshus och dårhus vid den norra stranden. Gustav Vasa lät anlägga det som kallades Kungsträdgården, som inramades av ett stängsel med portar och stockbroar mot omgivningen. Under 1500-talets slut fanns här ett lusthus, en brunn och ett litet stenhus från medeltiden, där dagens Vasabyst står i Vasaparken. I trädgården fanns i början av 1600-talet äppel-, päron och körsbärsträd. Rosor och andra växter odlades. Det anlades också en humlegård där Stadshuset idag ligger. Trädgården gränsade mot hamnområdet och omlastningsplatsen för järnet från Bergslagen. 
Under 1600-talet låg det tomter mellan Hamngatan och Kungsträdgården, med stugorna närmast gatan och den bakre delen av tomten som trädgård. Efter den stora stadsbranden 1714 var Kungsträdgården i stort behov av upprustning och en tysk trädgårdsmästare, Bernhard Johan Bohnsack, fick i uppdrag att nyskapa trädgården. Det var Bohnsack som introducerade gurkodlingar i Västerås och det är från detta vilket smeknamnet för Västerås har uppstått, Gurkstaden. Allmänheten hade redan under 1600-talet tillträde till trädgården och för att försörja sig hade trädgårdsmästaren tillstånd att sälja förfriskningar. Lekar, fyrverkerier och ballongstigningar förekom. Humlegården omvandlades under denna till tobaksodling.
Vid 1800-talets mitt begränsades staden fortfarande i sydöst av Lillån, Kungsängsgatan och obebyggd mark till hamnområdet. När marken överläts till staden restes ett monument över Gustav Vasa 1864 och Vasaparken kom till. Platsen förlorade sin trädgårdskaraktär då äppelträden togs bort och dikena runt om täcktes. Istället anlades en promenadpark för borgerligheten enligt tidens ideal, med slingrande gångar och stora parkträd.
Lillån var en förorenad å i staden i slutet av 1800-talet, kantad av bl.a. en metallfabrik, garverier och varmbadhus. Ån lades gradvis i kulvert efter 1902 års stadsplan och fick namnet Munkgatan.

### Övriga källor
- om Lillån
- om Svartån
- Historia från Västeråsmälarstaden
- Tomtkarta över Västerås 1784 lantmateriet.se